# Сантуш (футбольный клуб, Луанда)
«Сантуш» — ангольский футбольный клуб, базирующийся в Виане, Луанда. Команда проводит домашние матчи на «Эштадиу душ Кокируш» или «Эштадиу да Сидадела».
Клуб был основан в 2002 году, первым тренером был бразилец Леонардо Виторино. Дебютный сезон в Жираболе «Сантуш» провёл в 2007 году, заняв 11 место. В следующем году клуб добился своего самого большого успеха в чемпионате, за шаг остановившись от медалей (четвёртое место). В том же сезоне команда выиграла кубок Анголы по футболу, обыграв с минимальным счётом в экстра-таймах «Рекреативу ду Либоло». Таким образом, «Сантуш» получил право на участие в Суперкубке Анголы, команда с общим счётом 3:2 обыграла чемпиона страны, «Петру Атлетику». В Кубке Конфедерации КАФ команда дошла до групповго этапа, где все четыре клуба имели по девять очков, но «Сантуш» имел наихудшую разницу мячей.